# Cananga brandisiana
Cananga brandisiana är en kirimojaväxtart som först beskrevs av Jean Baptiste Louis Pierre och som fick sitt nu gällande namn av Ian Mark Turner.
Cananga brandisiana ingår i släktet Cananga och familjen kirimojaväxter. Inga underarter finns listade i Catalogue of Life.